# Лобница
Лобница — река в России, протекает в Андреапольском районе Тверской области, левый приток Торопы. Длина реки составляет 15,4 км.
Лобница вытекает из северной части озера Лобно. Высота истока — 262,6 метров над уровнем моря. Течёт сначала в северном направлении, потом в северо-восточном. Протекает через Чересовские озёра; впадает в Торопу рядом с деревней Лучки Торопацкого сельского поселения. Основной приток — Язница (правый, длина 4 км), вытекает из озера Сельцы. На правом берегу реки расположена деревня Горняя.